# Maribel Salas
María Isabel Salas López (Baracaldo, 29 de mayo de 1965), más conocida como Maribel Salas, es una actriz y humorista española.
Alcanzó la fama por su participación en el programa humorístico Vaya semanita. Debutó como actriz en el mundo de las series de televisión con Euskolegas. Como segundo trabajo relacionado con las series apareció en Policías, en el corazón de la calle u Hospital Central. Entre sus últimos trabajos figuran las series Ciudad K, Vaya tropa, Qué vida más triste, LEX y Allí abajo.

## Filmografía

### Televisión

#### Series
| Año         | Título                              | Personaje             | Cadena         | Notas        |
| ----------- | ----------------------------------- | --------------------- | -------------- | ------------ |
| 1998        | Entre dos fuegos                    |                       | ETB 2          | 1 episodio   |
| 2001        | Policías, en el corazón de la calle |                       | Antena 3       | 2 episodios  |
| 2002        | Periodistas                         |                       | Telecinco      | 1 episodio   |
| 2003        | Hospital Central                    | Isabel Armendia       | Telecinco      | 1 episodio   |
| 2008        | LEX                                 |                       | Antena 3       | 1 episodio   |
| 2009        | Euskolegas                          |                       | ETB 2          | 6 episodios  |
| 2010        | Qué vida más triste                 |                       | La Sexta       | 1 episodio   |
| 2014        | Con el culo al aire                 |                       | Antena 3       | 1 episodio   |
| 2014        | Ciega a citas                       |                       | Cuatro         | 2 episodios  |
| 2015 - 2019 | Allí abajo                          | Begoña Galarza "Bego" | Antena 3       | 63 episodios |
| 2019        | 17 mujeres                          | Amaia                 | ETB 2          | 5 episodios  |
| 2024        | Segunda muerte                      | Marina Cobián         | Movistar Plus+ | 6 episodios  |
| 2024        | Querer                              |                       | Movistar Plus+ | 1 episodio   |
| 2025        | La Favorita 1922                    | Lourdes Mendieta Rey  | Telecinco      | 16 episodios |

#### Programas
| Año                                             | Título         | Notas  | Cadena |
| ----------------------------------------------- | -------------- | ------ | ------ |
| 2003 - 2004; 2011 - 2013; 2015; 2024 - presente | Vaya semanita  | Actriz | ETB 2  |
| 2005                                            | Made in China  | Actriz | La 1   |
| 2010                                            | Vaya tropa     | Actriz | Cuatro |
| 2010                                            | Ciudad K       | Actriz | La 1   |
| 2019                                            | Hoy no, mañana | Actriz | La 1   |

### Cine
- La buena nueva (2008) como Resu
- Pagafantas (2009) como Sara
- Embarazados (2016)
- La pequeña Suiza  (2019)
- García y García  (2021) como Olga
- La vida padre (2022) como Rosa